# Leptobrachella

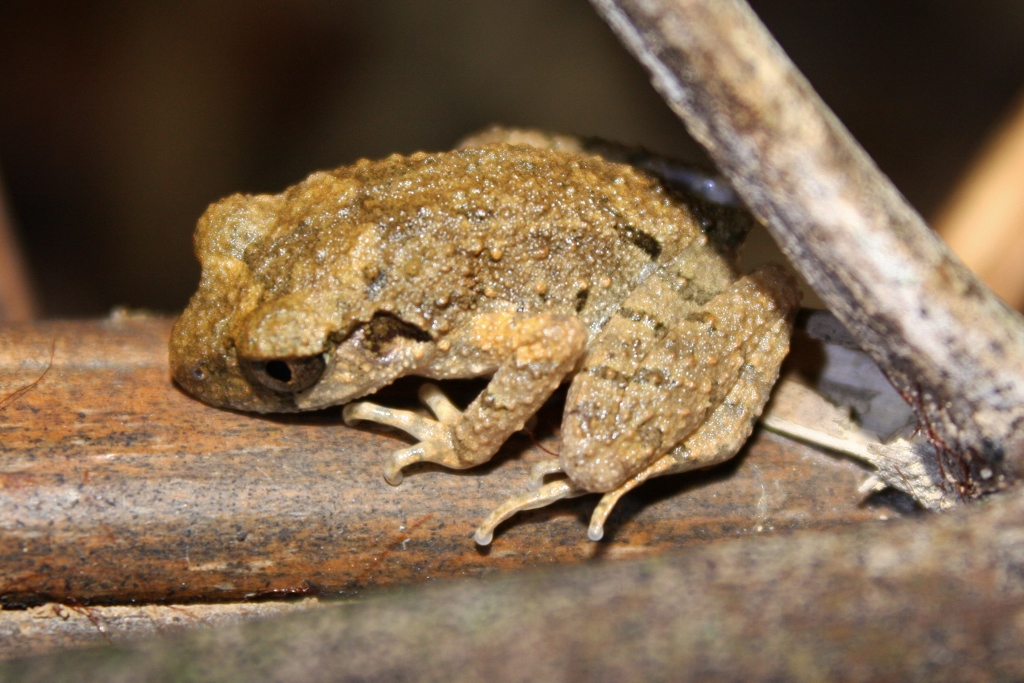
L. liui

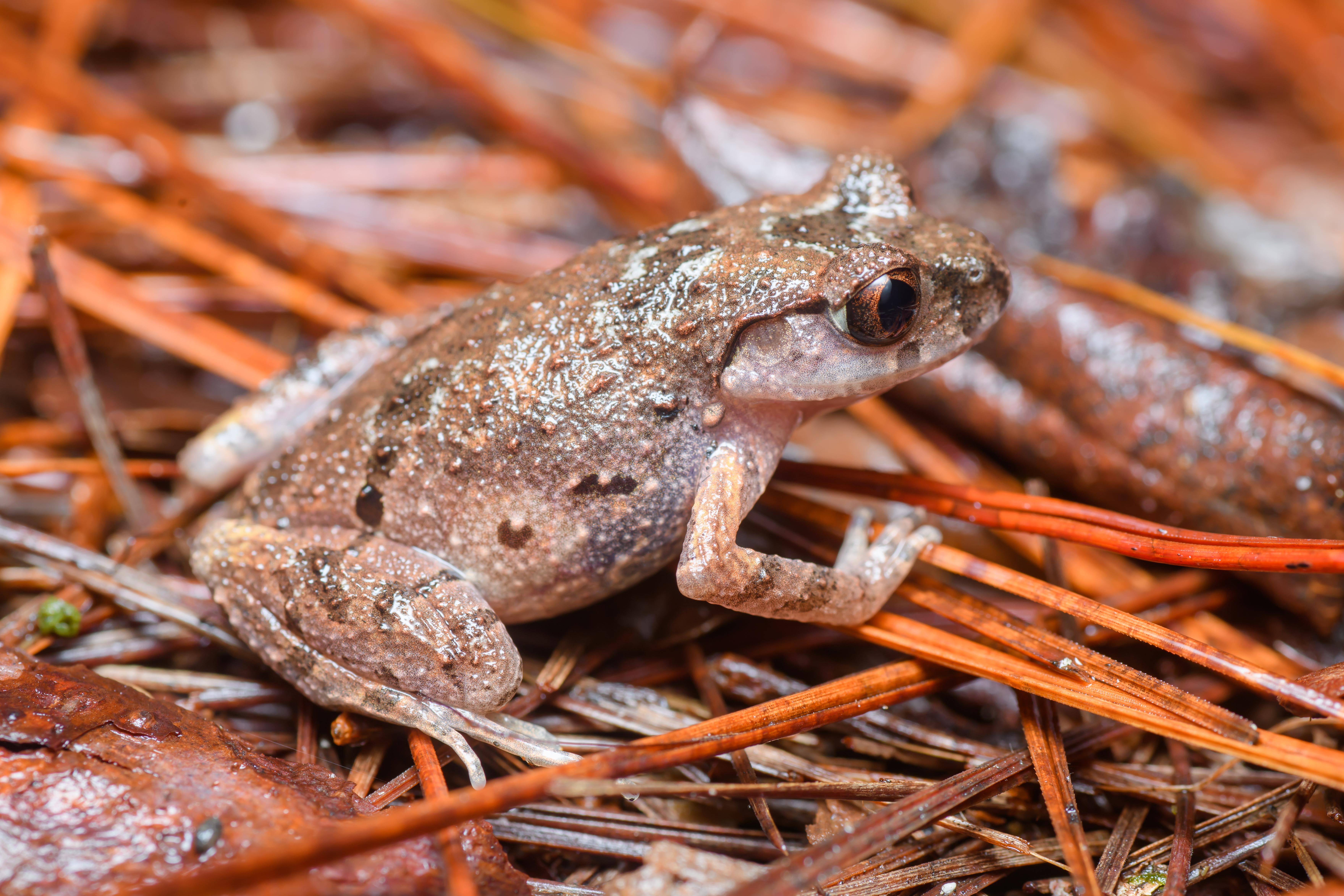
L. minima

Leptobrachella – rodzaj płazów bezogonowych z podrodziny Leptobrachiinae w rodzinie Megophryidae.

## Zasięg występowania
Rodzaj obejmuje gatunki występujące w południowych Chinach, północno-wschodnich Indiach i Mjanmie przez Tajlandię i Wietnam do Malezji, Borneo i wyspy Natuna.

## Systematyka

### Etymologia
- Nesobia: gr. νησος nēsos „wyspa”[10]; βιος bios „życie”[11]. Gatunek typowy: Leptobrachium natunae Günther, 1895 (młodszy homonim Nesobia Ancey, 1887 (Mollusca)).
- Leptobrachella: rodzaj Leptobrachium Tschudi, 1838; łac. przyrostek zdrabniający -ella[12].
- Paramegophrys: gr. παρα para „blisko, w pobliżu”[13]; rodzaj Megophrys Kuhl & Van Hasselt, 1822. Gatunek typowy: Leptobrachium pelodytoides Boulenger, 1893.
- Carpophrys: gr. καρπος karpos „owoc”[14]; οφρυς ophrus, οφρυος ophruos „brew”[15]. Gatunek typowy: nie podano.
- Leptolalax: gr. λεπτος leptos „delikatny, drobny”; λαλος lalos „gadatliwy, rozmowny”[6]. Gatunek typowy: Leptobrachium gracile Günther, 1872.
- Lalax: gr. λαλος lalos „gadatliwy, rozmowny”[7]. Gatunek typowy: Leptobrachium bourreti Dubois, 1983.
- Lalos: gr. λαλος lalos „gadatliwy, rozmowny”[8]. Nazwa zastępcza dla Lalax Delorme, Dubois, Grosjean & Ohler, 2006.

### Taksonomia
Z analizy filogenetycznej przeprowadzonej przez Chena i współpracowników (2018) wynika, że gatunki zaliczane do rodzaju Leptolalax nie tworzą kladu, do którego nie należeliby również przedstawiciele rodzaju Leptobrachella; na tej podstawie autorzy uznali rodzaj Leptolalax za młodszy synonim rodzaju Leptobrachella i przenieśli do tego ostatniego rodzaju gatunki zaliczane we wcześniejszych publikacjach do rodzaju Leptolalax.

### Podział systematyczny
Do rodzaju należą następujące gatunki:

- Leptobrachella aerea (Rowley, Stuart, Richards, Phimmachak & Sivongxay, 2010)
- Leptobrachella alpina (Fei, Ye & Li, 1990)
- Leptobrachella applebyi (Rowley & Cao, 2009)
- Leptobrachella arayai (Matsui, 1997)
- Leptobrachella ardens (Rowley, Tran, Le, Dau, Peloso, Nguyen, Hoang, Nguyen & Ziegler, 2016)
- Leptobrachella aspera Wang, Lyu, Qi & Wang, 2020
- Leptobrachella baluensis Smith, 1931
- Leptobrachella bashaensis Lyu, Dai, Wei, He, Yuan, Shi, Zhou, Ran, Kuang, Guo, Wei & Yuan, 2020
- Leptobrachella bidoupensis (Rowley, Le, Tran & Hoang, 2011)
- Leptobrachella bijie Wang, Li, Li, Chen & Wang, 2019
- Leptobrachella bondangensis Eto, Matsui, Hamidy, Munir & Iskandar, 2018
- Leptobrachella botsfordi (Rowley, Dau & Nguyen, 2013)
- Leptobrachella bourreti (Dubois, 1983)
- Leptobrachella brevicrus Dring, 1983
- Leptobrachella chishuiensis Li, Liu, Wei & Wang, 2020
- Leptobrachella crocea (Rowley, Hoang, Le, Dau & Cao, 2010)
- Leptobrachella damingshanensis Chen, Yu, Cheng, Meng, Wei, Zhou & Lu, 2021
- Leptobrachella dong Liu, Shi, Li, Zhang, Xiang, Wei & Wang, 2023
- Leptobrachella dorsospina Wang, Lyu, Qi & Wang, 2020
- Leptobrachella dringi (Dubois, 1987)
- Leptobrachella eos (Ohler, Wollenberg, Grosjean, Hendrix, Vences, Ziegler & Dubois, 2011)
- Leptobrachella feii Chen, Yuan & Che, 2020
- Leptobrachella firthi (Rowley, Hoang, Dau, Le & Cao, 2012)
- Leptobrachella flaviglandulosa Chen, Wang & Che, 2020
- Leptobrachella fritinniens (Dehling & Matsui, 2013)
- Leptobrachella fuliginosa (Matsui, 2006)
- Leptobrachella fusca Eto, Matsui, Hamidy, Munir & Iskandar, 2018
- Leptobrachella gracilis (Günther, 1872)
- Leptobrachella graminicola Nguyen, Tapley, Nguyen, Luong & Rowley, 2021
- Leptobrachella hamidi (Matsui, 1997)
- Leptobrachella heteropus (Boulenger, 1900)
- Leptobrachella isos (Rowley, Stuart, Neang, Hoang, Dau, Nguyen & Emmett, 2015)
- Leptobrachella itiokai Eto, Matsui & Nishikawa, 2016
- Leptobrachella jinshaensis Cheng, Shi, Li, Liu, Li & Wang, 2021
- Leptobrachella jinyunensis Shi, Shen, Wang, Jiang & Wang, 2023
- Leptobrachella juliandringi Eto, Matsui & Nishikawa, 2015
- Leptobrachella kajangensis (Grismer, Grismer & Youmans, 2004)
- Leptobrachella kalonensis (Rowley, Tran, Le, Dau, Peloso, Nguyen, Hoang, Nguyen & Ziegler, 2016)
- Leptobrachella kecil (Matsui, Belabut, Ahmad & Yong, 2009)
- Leptobrachella khasiorum (Das, Tron, Rangad & Hooroo, 2010)
- Leptobrachella korifi Matsui, Panha & Eto, 2023
- Leptobrachella lateralis (Anderson, 1871)
- Leptobrachella laui (Sung, Yang & Wang, 2014)
- Leptobrachella liui (Fei &  Ye, 1990)
- Leptobrachella macrops (Duong, Do, Ngo, Nguyen & Poyarkov, 2018)
- Leptobrachella maculosa (Rowley, Tran, Le, Dau, Peloso, Nguyen, Hoang, Nguyen & Ziegler, 2016)
- Leptobrachella mangshanensis (Hou, Zhang, Hu, Li, Shi, Chen, Mo & Wang, 2018)
- Leptobrachella maoershanensis (Yuan, Sun, Chen, Rowley & Che, 2017)
- Leptobrachella marmorata (Matsui, Zainudin & Nishikawa, 2014)
- Leptobrachella maura (Inger, Lakim, Biun & Yambun, 1997)
- Leptobrachella melanoleuca (Matsui, 2006)
- Leptobrachella melica (Rowley, Stuart, Neang & Emmett, 2010)
- Leptobrachella minima (Taylor, 1962)
- Leptobrachella mjobergi Smith, 1925
- Leptobrachella murphyi Chen, Suwannapoom, Wu, Poyarkov, Xu, Pawangkhanant & Che, 2021
- Leptobrachella nahangensis (Lathrop, Murphy, Orlov & Ho, 1998)
- Leptobrachella namdongensis Hoang, Nguyen, Luu, Nguyen & Jiang, 2019
- Leptobrachella natunae (Günther, 1895)
- Leptobrachella neangi Stuart & Rowley, 2020
- Leptobrachella niveimontis Chen, Poyarkov, Yuan & Che, 2020
- Leptobrachella nokrekensis (Mathew & Sen, 2010)
- Leptobrachella nyx (Ohler, Wollenberg, Grosjean, Hendrix, Vences, Ziegler & Dubois, 2011)
- Leptobrachella oshanensis (Liu, 1950)
- Leptobrachella pallida (Rowley, Tran, Le, Dau, Peloso, Nguyen, Hoang, Nguyen & Ziegler, 2016)
- Leptobrachella palmata Inger & Stuebing, 1992
- Leptobrachella parva Dring, 1983
- Leptobrachella pelodytoides (Boulenger, 1893)
- Leptobrachella petrops (Rowley, Dau, Hoang, Le, Cutajar & Nguyen, 2017)
- Leptobrachella phiadenensis Luong, Hoang, Pham, Ziegler & Nguyen, 2023
- Leptobrachella phiaoacensis Luong, Hoang, Pham, Ziegler & Nguyen, 2023
- Leptobrachella picta (Malkmus, 1992)
- Leptobrachella pingbianensis (Rao, Hui, Zhu & Ma, 2022
- Leptobrachella platycephala (Dehling, 2012)
- Leptobrachella pluvialis (Ohler, Marquis, Swan & Grosjean, 2000)
- Leptobrachella puhoatensis (Rowley, Dau & Cao, 2017)
- Leptobrachella purpuraventra Wang, Li, Li, Chen & Wang, 2019
- Leptobrachella purpurus (Yang, Zeng & Wang, 2018)
- Leptobrachella pyrrhops (Poyarkov, Rowley, Gogoleva, Vassilieva, Galoyan & Orlov, 2015)
- Leptobrachella rowleyae (Nguyen, Poyarkov, Le, Vo, Ninh, Duong, Murphy & Sang, 2018)
- Leptobrachella sabahmontana (Matsui, Nishikawa & Yambun, 2014)
- Leptobrachella serasanae Dring, 1983
- Leptobrachella shangsiensis Chen, Liao, Zhou & Mo, 2019
- Leptobrachella shimentaina Wang, Lyu & Wang, 2022
- Leptobrachella shiwandashanensis Chen, Peng, Pan, Liao, Liu & Huang, 2021
- Leptobrachella sinorensis Matsui, Panha & Eto, 2023
- Leptobrachella sola (Matsui, 2006)
- Leptobrachella suiyangensis Luo, Xiao, Gao & Zhou, 2020
- Leptobrachella sungi (Lathrop, Murphy, Orlov & Ho, 1998)
- Leptobrachella tadungensis (Rowley, Tran, Le, Dau, Peloso, Nguyen, Hoang, Nguyen & Ziegler, 2016)
- Leptobrachella tamdil (Sengupta, Sailo, Lalremsanga, Das & Das, 2010)
- Leptobrachella tengchongensis (Yang, Wang, Chen & Rao, 2016)
- Leptobrachella tuberosa (Inger, Orlov & Darevsky, 1999)
- Leptobrachella ventripunctata (Fei, Ye & Li, 1990)
- Leptobrachella verrucosa Wang, Zeng, Lin & Li, 2022
- Leptobrachella wuhuangmontis Wang, Yang & Wang, 2018
- Leptobrachella wulingensis Qian, Xiao, Cao, Xia & Yang, 2020
- Leptobrachella wumingensis Chen, Peng, Li & Yu, 2023
- Leptobrachella yeae Shi, Hou, Song, Jiang & Wang, 2021
- Leptobrachella yingjiangensis (Yang, Zeng & Wang, 2018)
- Leptobrachella yunkaiensis Wang, Li, Lyu & Wang, 2018
- Leptobrachella yunyangensis Luo, Deng & Zhou, 2022
- Leptobrachella zhangyapingi (Jiang, Yan, Suwannapoom, Chomdej & Che, 2013)